# Mortes em dezembro de 2015
Mortes em 2015: ← Janeiro – Fevereiro – Março – Abril – Maio – Junho – Julho – Agosto – Setembro – Outubro – Novembro – Dezembro →
Esta é uma relação de pessoas notáveis que morreram durante o mês de dezembro de 2015, listando nome, nacionalidade, ocupação e ano de nascimento.

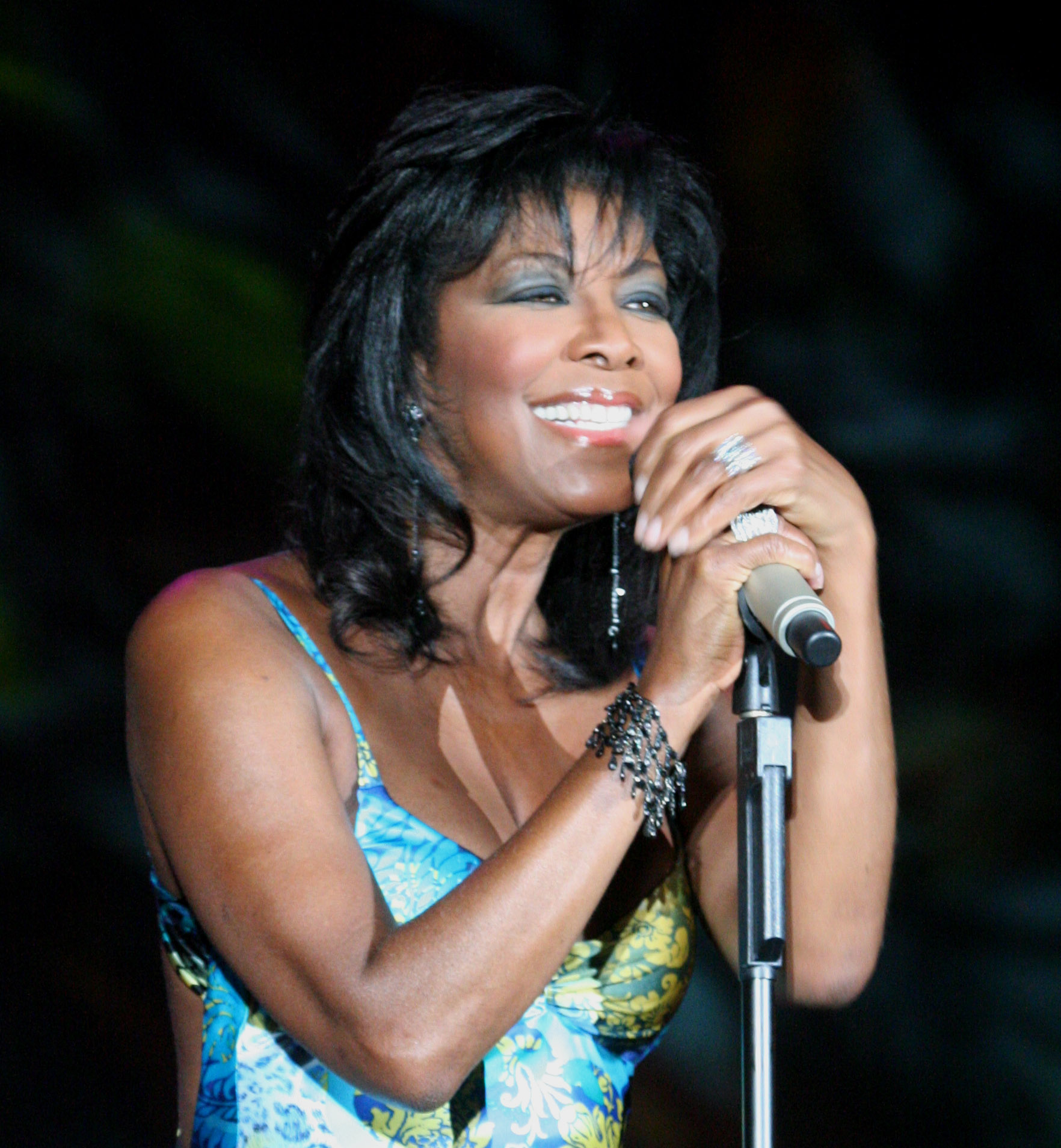
Natalie Cole, cantora e compositora estadunidense.

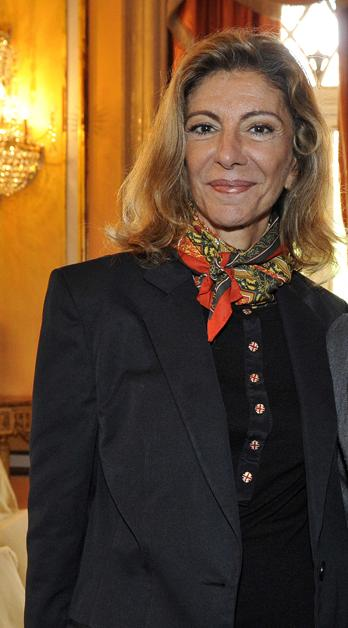
Marília Pêra, atriz e cantora brasileira.

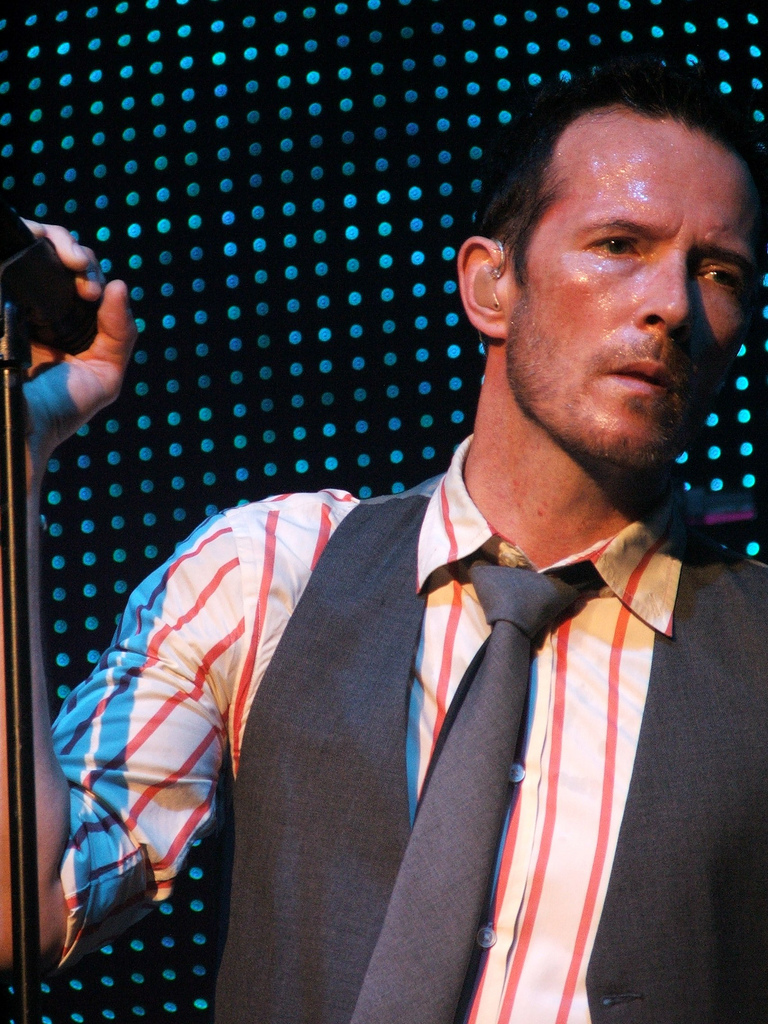
Scott Weiland, cantor estadunidense.

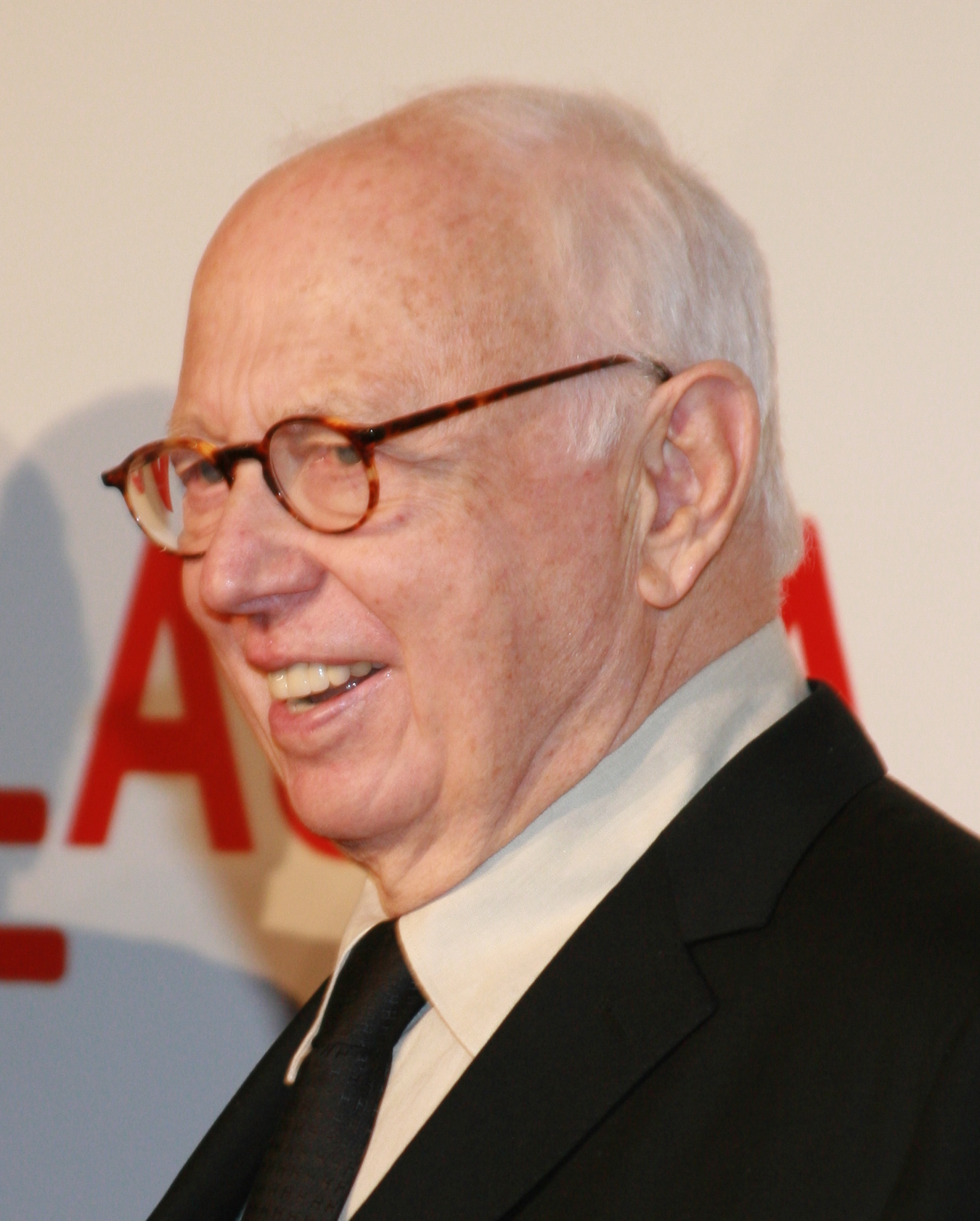
Ellsworth Kelly, pintor, escultor e gravurista estadunidense.

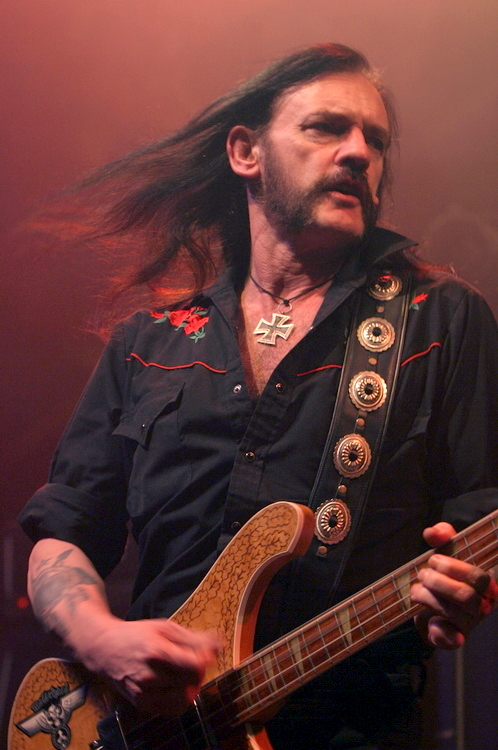
Lemmy Kilmister, cantor inglês.

| Dia | Nome                         | Profissão ou motivo de reconhecimento   | País de nascimento     | Ano de nasc. | Ref           |
| --- | ---------------------------- | --------------------------------------- | ---------------------- | ------------ | ------------- |
| 1   | Jim Loscutoff                | Jogador de basquete                     | Estados Unidos         | 1930         | [ 1 ]         |
| 2   | Luz Marina Zuluaga           | Modelo e Miss                           | Colômbia               | 1938         | [ 2 ]         |
| 2   | John Eaton                   | Compositor                              | Estados Unidos         | 1935         | [ 3 ]         |
| 2   | Gabriele Ferzetti            | Ator                                    | Itália                 | 1925         | [ 4 ]         |
| 3   | Tutuca                       | Humorista                               | Brasil                 | 1932         | [ 5 ]         |
| 3   | Scott Weiland                | Cantor                                  | Estados Unidos         | 1967         | [ 6 ]         |
| 4   | Yossi Sarid                  | Político, publicista e professor        | Israel                 | 1940         | [ 7 ]         |
| 4   | Robert Loggia                | Ator e diretor                          | Estados Unidos         | 1930         | [ 8 ]         |
| 5   | Marília Pêra                 | Atriz e cantora                         | Brasil                 | 1943         | [ 9 ]         |
| 6   | Mike Mangold                 | Piloto comercial e acrobático           | Estados Unidos         | 1955         | [ 10 ]        |
| 7   | Rrok Mirdita                 | Arcebispo                               | Montenegro/ Albânia    | 1939         | [ 11 ]        |
| 7   | Peter Westbury               | Automobilista                           | Inglaterra             | 1938         | [ 12 ]        |
| 8   | Douglas Tompkins             | Empresário, filantropo e ecologista     | Estados Unidos         | 1943         | [ 13 ]        |
| 9   | Juvenal Juvêncio             | Dirigente esportivo                     | Brasil                 | 1932         | [ 14 ]        |
| 9   | Carlo Furno                  | Cardeal                                 | Itália                 | 1921         | [ 15 ]        |
| 9   | Julio Terrazas Sandoval      | Cardeal                                 | Bolívia                | 1936         | [ 16 ]        |
| 10  | Arnold Peralta               | Futebolista                             | Honduras               | 1989         | [ 17 ] [ 18 ] |
| 11  | Agostinho Gósson             | Escritor, professor e jornalista        | Brasil                 | 1953         | [ 19 ]        |
| 12  | Nydia Licia                  | Atriz                                   | Itália/ Brasil         | 1926         | [ 20 ]        |
| 12  | Abu Ali al-Anbari            | Militar                                 | Iraque                 |              | [ 21 ]        |
| 13  | Hema Upadhyay                | Artista plástica, fotógrafa e escultora | Índia                  | 1972         | [ 22 ]        |
| 13  | Benedict Anderson            | Escritor e cientista político           | China/ Indonésia       | 1936         | [ 23 ]        |
| 14  | Vadim Tishchenko             | Futebolista e treinador                 | Ucrânia                | 1963         | [ 24 ]        |
| 14  | Sérgio Luiz Santos das Dores | Ativista e morador de rua               | Brasil                 | 1952         | [ 25 ]        |
| 15  | Licio Gelli                  | Financeiro e líder maçom                | Itália                 | 1919         | [ 26 ]        |
| 15  | Isa Rodrigues                | Atriz                                   | Brasil                 | 1927         | [ 27 ]        |
| 17  | Carlos Renan Kurtz           | Político                                | Brasil                 | 1937         | [ 28 ]        |
| 18  | Léon Mébiame                 | Ex-primeiro-ministro                    | Gabão                  | 1934         | [ 29 ]        |
| 19  | Selma Reis                   | Atriz e cantora                         | Brasil                 | 1960         | [ 30 ]        |
| 19  | Kurt Masur                   | Maestro                                 | Alemanha               | 1927         | [ 31 ]        |
| 21  | Júpiter Maçã                 | Cantor, compositor, músico e cineasta   | Brasil                 | 1968         | [ 32 ]        |
| 21  | Dejan Brđović                | Jogador de vôlei                        | Sérvia                 | 1966         | [ 33 ]        |
| 21  | Emmanuel Yarborough          | Lutador profissional                    | Estados Unidos         | 1964         | [ 34 ]        |
| 23  | Antoniet                     | Futebolista                             | Espanha                | 1933         | [ 35 ]        |
| 23  | Alfred Gilman                | Farmacologista e bioquímico             | Estados Unidos         | 1941         | [ 36 ]        |
| 24  | Olten Ayres de Abreu         | Árbitro de futebol                      | Brasil                 | 1929         | [ 37 ]        |
| 25  | Carlos Corrêa Gago           | Político                                | Portugal               | 1934         | [ 38 ]        |
| 25  | Geraldo Roca                 | Compositor e músico                     | Brasil                 | 1954         | [ 39 ]        |
| 26  | Sidney Mintz                 | Antropólogo                             | Estados Unidos         | 1922         | [ 40 ]        |
| 27  | Alfredo Pacheco              | Futebolista                             | El Salvador            | 1981         | [ 41 ]        |
| 27  | Haskell Wexler               | Diretor de fotografia                   | Estados Unidos         | 1926         | [ 42 ]        |
| 27  | Dave Henderson               | Jogador de beisebol                     | Estados Unidos         | 1958         | [ 43 ]        |
| 27  | Ellsworth Kelly              | Pintor, escultor e gravurista           | Estados Unidos         | 1923         | [ 44 ]        |
| 28  | Lemmy Kilmister              | Cantor e baixista                       | Inglaterra             | 1945         | [ 45 ]        |
| 28  | Eloy Inos                    | Político                                | Marianas Setentrionais | 1949         | [ 46 ]        |
| 28  | Ian Murdock                  | Programador                             | Estados Unidos         | 1973         | [ 47 ]        |
| 29  | Guru Josh                    | DJ, empresário e produtor musical       | Jersey                 | 1964         | [ 48 ]        |
| 29  | Pavel Srníček                | Futebolista                             | Chéquia                | 1968         | [ 49 ]        |
| 29  | Elżbieta Krzesińska          | Atleta de salto em distância            | Polónia                | 1934         | [ 50 ]        |
| 31  | Wayne Rogers                 | Ator                                    | Estados Unidos         | 1933         | [ 51 ] [ 52 ] |
| 31  | Natalie Cole                 | Cantora                                 | Estados Unidos         | 1950         | [ 53 ]        |
| 31  | Steve Gohouri                | Futebolista                             | Costa do Marfim        | 1981         | [ 54 ]        |